# Sejm krakowski 1523
Sejm krakowski 1523 – sejm walny Korony Królestwa polskiego zwołany 6 października 1522 roku do Piotrkowa, ale z powodu zarazy 16 stycznia 1523 roku przeniesiony do Krakowa.
Sejmiki przedsejmowe odbyły się: proszowski 9 grudnia, główny małopolski w Korczynie 12 grudnia 1522 roku.  
Obrady sejmu trwały od 18 lutego do 11 kwietnia 1523 roku